# Cephalastor lambayeque
Cephalastor lambayeque är en stekelart som beskrevs av Garcete-barrett 2002. Cephalastor lambayeque ingår i släktet Cephalastor och familjen Eumenidae. Inga underarter finns listade.